# Mosambayanahalli, Mysore
Mosambayanahalli là một làng thuộc tehsil Mysore, huyện Mysore, bang Karnataka, Ấn Độ.